# 陳繼儒
陳繼儒（1558年—1639年），字仲醇，號眉公、也作麋公，又号白石山樵。松江府華亭县（今上海市松江区）人。明代文學家、書法家及畫家。

## 生平
陳繼儒自幼聰穎，為同郡大學士徐階器重。參加三次乡试，可惜都不成功。二十九岁时，焚弃儒生衣冠，隱居崑山之陽（山南），築室東佘山，杜門著述。黄道周給崇禎帝上疏提到：“志向高雅，博学多通，不如继儒”。陈继儒是文人兼书商，外界署名“陈继儒”的作品约有上千種之多，其中真假難辯，陈继儒本人亦颇为苦恼。如《小窗幽記》是本奇書，署“云间陈继儒眉公手辑”，但作者是陆绍珩。

## 著作

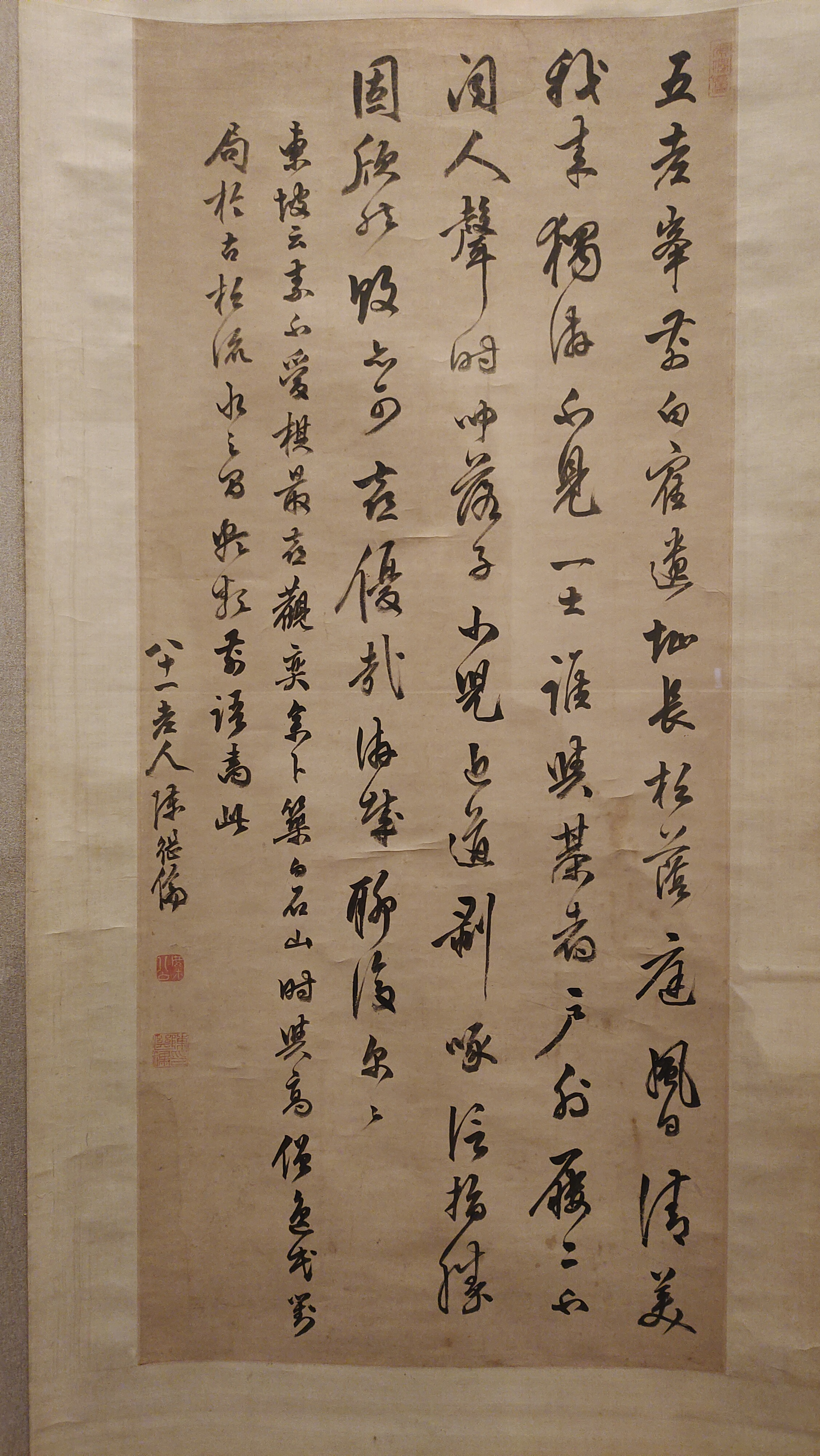
明代陳繼儒（1558—1639）書法，攝於天津博物館

善繪畫、書法，“远近竞相购写，徵请诗文者无虚日。”作畫善写水墨梅花，“即其制创，无不堪垂后世也。”画山水“涉笔草草，苍老秀逸，不落吴下画师恬俗魔境。”書法則師法蘇軾、米芾，凡蘇軾字帖、斷簡，必極力搜採，手自摹刻之，曰晚香堂帖。與同郡董其昌齊名，董其昌云：“眉公胸中素具一丘壑，虽草草泼墨，而一种苍老之气岂落吴下画师恬俗魔境。”。著有《眉公全集》、《晚香堂小品》等。

## 軼事
《萬曆野獲編》載其堂中書一聯：「天為補貧偏與健，人因見懶誤稱高。」。

## 延伸阅读
[在维基数据编辑]
 在维基文库阅读此作者作品（ 在维基共享资源阅览影像）
 《明史卷二百九十八》，出自《明史》